# Rene Russo
Rene Marie Russo (Burbank, 17 februari 1954) is een Amerikaans actrice en voormalig model.
Ze is sinds 14 maart 1992 getrouwd met de scenarioschrijver Dan Gilroy en samen hebben ze een kind.

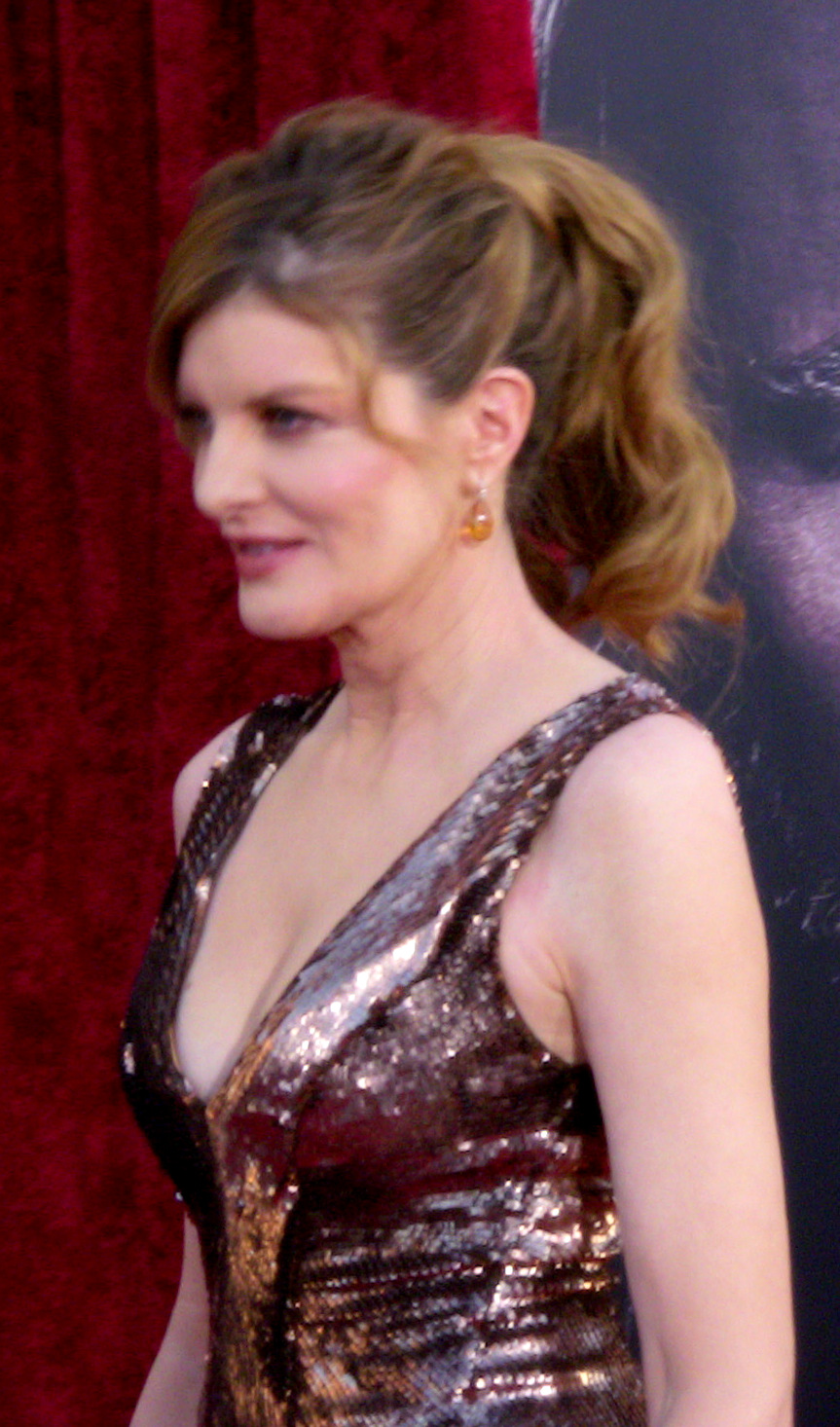
Rene Russo in 2011

## Filmografie
- Velvet Buzzsaw (2019)
- Avengers: Endgame (2019)
- Just Getting Started (2017)
- The Intern (2015)
- Nightcrawler (2014)
- Thor: The Dark World (2013)
- Thor (2011)
- Yours, Mine and Ours (2005)
- Two for the Money (2005)
- Big Trouble (2002)
- Showtime (2002)
- The Adventures of Rocky & Bullwinkle (2000)
- The Thomas Crown Affair (1999)
- Lethal Weapon 4 (1998)
- Buddy (1997)
- Ransom (1996)
- Tin Cup (1996)
- Get Shorty (1995)
- Outbreak (1995)
- In the Line of Fire (1993)
- Lethal Weapon 3 (1992)
- Freejack (1992)
- One Good Cop (1991)
- Mr. Destiny (1990)
- Major League (1989)
- Meanwhile in Santa Monica (1988)

## Prijzen en nominaties
- Saturn Award
  - 1993 - Genomineerd: Beste vrouwelijke bijrol (Freejack)
  - 2001 - Genomineerd: Beste vrouwelijke bijrol (The Adventures of Rocky & Bullwinkle)
- Blockbuster Entertainment Award
  - 1999 - Gewonnen: Beste vrouwelijke bijrol in een dramafilm (Lethal Weapon 4)
  - 2000 - Genomineerd: Beste actrice in een dramafilm (The Thomas Crown Affair)
- Golden Apple
  - 1996 - Genomineerd: Vrouwelijke ster van het jaar
- MTV Movie Awards
  - 1993 - Genomineerd: Beste zoen (Lethal Weapon 3)
- Razzie Award
  - 2001 - Genomineerd: Slechtste vrouwelijke bijrol (The Adventures of Rocky & Bullwinkle)

## Stamboom
|  |  |  |  |  |  |  |  |                    |                    |                    |                    |                    |                    |  |  |  |  |                   |                   | Frank D. Gilroy (1925–2015) | Frank D. Gilroy (1925–2015) | Frank D. Gilroy (1925–2015) | Frank D. Gilroy (1925–2015) | Frank D. Gilroy (1925–2015) | Frank D. Gilroy (1925–2015) |  |  |                   |                   |                   |                   | Ruth Dorothy Gaydos | Ruth Dorothy Gaydos | Ruth Dorothy Gaydos | Ruth Dorothy Gaydos | Ruth Dorothy Gaydos | Ruth Dorothy Gaydos |                    |                    |                    |                    |                    |                    |
|  |  |  |  |  |  |  |  |                    |                    |                    |                    |                    |                    |  |  |  |  |                   |                   | Frank D. Gilroy (1925–2015) | Frank D. Gilroy (1925–2015) | Frank D. Gilroy (1925–2015) | Frank D. Gilroy (1925–2015) | Frank D. Gilroy (1925–2015) | Frank D. Gilroy (1925–2015) |  |  |                   |                   |                   |                   | Ruth Dorothy Gaydos | Ruth Dorothy Gaydos | Ruth Dorothy Gaydos | Ruth Dorothy Gaydos | Ruth Dorothy Gaydos | Ruth Dorothy Gaydos |                    |                    |                    |                    |                    |                    |
|  |  |  |  |  |  |  |  |                    |                    |                    |                    |                    |                    |  |  |  |  |                   |                   |                             |                             |                             |                             |                             |                             |  |  |                   |                   |                   |                   |                     |                     |                     |                     |                     |                     |                    |                    |                    |                    |                    |                    |
|  |  |  |  |  |  |  |  |                    |                    |                    |                    |                    |                    |  |  |  |  |                   |                   |                             |                             |                             |                             |                             |                             |  |  |                   |                   |                   |                   |                     |                     |                     |                     |                     |                     |                    |                    |                    |                    |                    |                    |
|  |  |  |  |  |  |  |  | Tony Gilroy (1956) | Tony Gilroy (1956) | Tony Gilroy (1956) | Tony Gilroy (1956) | Tony Gilroy (1956) | Tony Gilroy (1956) |  |  |  |  | Dan Gilroy (1959) | Dan Gilroy (1959) | Dan Gilroy (1959)           | Dan Gilroy (1959)           | Dan Gilroy (1959)           | Dan Gilroy (1959)           |                             |                             |  |  | Rene Russo (1954) | Rene Russo (1954) | Rene Russo (1954) | Rene Russo (1954) | Rene Russo (1954)   | Rene Russo (1954)   |                     |                     |                     |                     | John Gilroy (1959) | John Gilroy (1959) | John Gilroy (1959) | John Gilroy (1959) | John Gilroy (1959) | John Gilroy (1959) |
|  |  |  |  |  |  |  |  | Tony Gilroy (1956) | Tony Gilroy (1956) | Tony Gilroy (1956) | Tony Gilroy (1956) | Tony Gilroy (1956) | Tony Gilroy (1956) |  |  |  |  | Dan Gilroy (1959) | Dan Gilroy (1959) | Dan Gilroy (1959)           | Dan Gilroy (1959)           | Dan Gilroy (1959)           | Dan Gilroy (1959)           |                             |                             |  |  | Rene Russo (1954) | Rene Russo (1954) | Rene Russo (1954) | Rene Russo (1954) | Rene Russo (1954)   | Rene Russo (1954)   |                     |                     |                     |                     | John Gilroy (1959) | John Gilroy (1959) | John Gilroy (1959) | John Gilroy (1959) | John Gilroy (1959) | John Gilroy (1959) |